# Ипаусу
Ипаусу (порт. Ipaussu)  —  муниципалитет в Бразилии, входит в штат Сан-Паулу. Составная часть мезорегиона Ассис. Входит в экономико-статистический  микрорегион Ориньюс. Население составляет 13 401 человек на 2006 год. Занимает площадь 209,141 км². Плотность населения — 64,1 чел./км².
Праздник города —  20 сентября.

## История
Город основан 20 сентября 1915 года.

## Статистика
- Валовой внутренний продукт на 2003 составляет 146.128.874,00 реалов (данные: Бразильский институт географии и статистики).
- Валовой внутренний продукт на душу населения на 2003 составляет 11.230,32 реалов (данные: Бразильский институт географии и статистики).
- Индекс развития человеческого потенциала на 2000 составляет 0,795 (данные: Программа развития ООН).

## География
Климат местности: субтропический. В соответствии с классификацией Кёппена, климат относится к категории Cfb.